# Služebnice Nejsvětějšího Srdce svaté Cateriny Volpicelli
Sestry Nejsvětějšího Srdce svaté Cateriny Volpicelli (italsky: Ancelle del Sacro Cuore di Santa Caterina Volpicelli) je ženská řeholní kongregace, jejíž zkratkou je A.S.C.V.

## Historie
Kongregace byla založena Caterinou Volpicelli s pomocí jejího zpovědníka barnabity Leonarda Matery.
Roku 1865 z iniciativy Cateriny započalo v Neapoli setkání prvních „horlivců apoštolátu modlitby“ za nápravu provinění proti Nejsvětějšímu Srdci Ježíšovu a 27. prosince 1867, datum které je považováno za datum založení služebnic, některé společnice začaly žít společný život.
Jezuita Henri Ramière navrhl Caterině, aby byla sloučena její kongregace a kongregace Oblátek Srdce Ježíšova, která měla podobné charisma. Proti tomuto návrhu se postavil neapolský arcibiskup Sisto Riario Sforza a povolil sestrám otevřít noviciát (3. března 1875).
Dne 20. června 1890 získala kongregace od Svatého stolce decretum laudis a 9. srpna 1902 oficiální schválení.

## Aktivita a šíření
Věnují se šíření úcty k Nejsvětějšímu Srdci Ježíšovu, výchově mládeže a dalším charitativním činnostem podle potřeb lidí a míst.
Nachází se v Itálii, Brazílii, Panamě a Indonésii; generální kurie se nachází v Neapoli.
K roku 2008 měla 284 sester ve 27 domech.